# Le Fauve (film, 1973)
Ne doit pas être confondu avec Les Fauves.
Pour les articles homonymes, voir Fauve (homonymie).
Le Fauve (Shamus) est un film américain réalisé par Buzz Kulik, sorti en 1973.

## Synopsis
Shamus, un détective privé, est chargé d'enquêter sur la mort d'un vendeur de diamants. Peu à peu, il découvre qu'un trafic d'armes se cache derrière cet assassinat, dont le chef n'est autre que celui qui lui a confié l'enquête... 

## Fiche technique
- Titre : Le Fauve
- Titre original : Shamus
- Réalisation : Buzz Kulik
- Scénario : Barry Beckerman
- Production : Robert M. Weitman
- Société de production : Columbia Pictures
- Musique : Jerry Goldsmith
- Photographie : Victor J. Kemper
- Montage : Walter Thompson
- Pays d'origine : États-Unis
- Format : Couleurs
- Genre : Action
- Durée : 99 minutes
- Date de sortie : 
  - 31 janvier 1973 (États-Unis)
  - 23 août 1973 (France)
- Affiche : Jean Mascii (France)

## Distribution
- Burt Reynolds (VF : Georges Aminel) : Shamus Mc Coy
- Dyan Cannon (VF : Michèle Bardollet) : Alexis Montaigne
- John P. Ryan (VF : Michel Gatineau) : Hardcore
- Joe Santos (VF : Marc de Georgi) : Lieutenant Promuto
- Tommy Lane (VF : Med Hondo) : Tait (Ted en VF)
- Roy Weyand (VF : Jacques Thébault) : Edward J. Hume
- Irving Selbst (VF : Pierre Garin) : Heavy
- Lou Martell (VF : René Bériard) : Rock
- Ric Mancini (VF : Claude Dasset) : Angie (Angelo en VF)
- Giorgio Tozzi (VF : Jacques Berthier) : Dottore
- Glenn Wilder (VF : Jacques Richard) : le 1er gangster aux cheveux blonds
- Arthur Haggerty (VF : Jean-Jacques Steen) : le maître-chein aux services de Hume